# Ronde van Noorwegen 2019
De 9e editie van de wielerwedstrijd Ronde van Noorwegen vond in 2019 plaats van 28 mei tot en met 2 juni. De start was in Stavanger, de finish in Hønefoss. De ronde maakt deel uit van de UCI Europe Tour 2019, in de categorie 2.HC. Vanaf dit jaar gaan de Ronde van Noorwegen en de Tour des Fjords samen verder als één wedstrijd van zes dagen. In 2018 werd de Ronde van Noorwegen gewonnen door de Spanjaard Eduard Prades en de Tour des Fjords door de Zwitser Michael Albasini.

## Deelnemende ploegen
| WorldTour                      | ProContinentaal             | Continentaal                     |
| ------------------------------ | --------------------------- | -------------------------------- |
| UAE Team Emirates              | Caja Rural-Seguros RGA      | Uno-X Norwegian Development Team |
| Team Dimension Data            | Delko Marseille Provence    | Joker Fuel of Norway             |
| Team INEOS                     | Israel Cycling Academy      | Team Coop                        |
| Deceuninck–Quick-Step          | Riwal-Readynez Cycling Team |                                  |
| EF Education First Pro Cycling | Roompot-Charles             |                                  |
| Team Sunweb                    | Sport Vlaanderen-Baloise    |                                  |
| Team Jumbo-Visma               | Arkéa Samsic                |                                  |
| Trek-Segafredo                 |                             |                                  |
| Mitchelton-Scott               |                             |                                  |
| Lotto Soudal                   |                             |                                  |
| Astana Pro Team                |                             |                                  |

## Etappe-overzicht

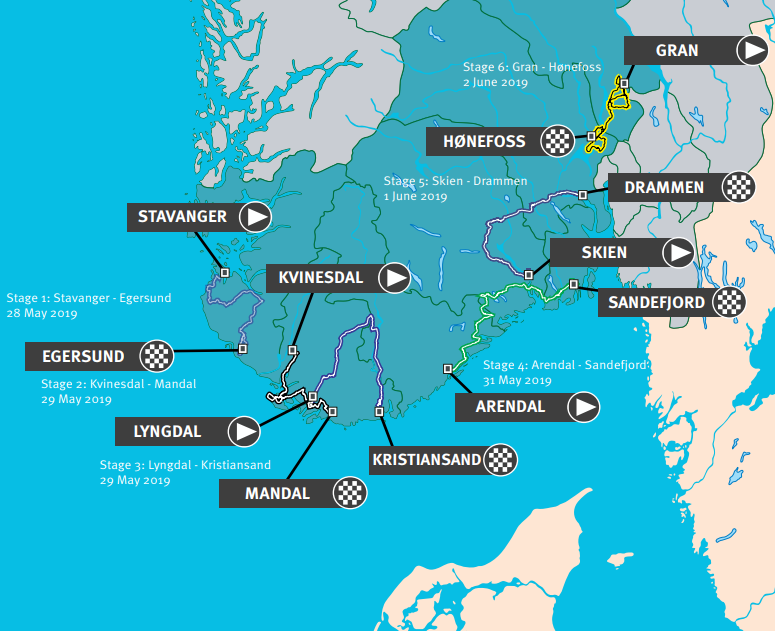
Etappes Ronde van Noorwegen

| etappe | datum  | start     | finish       | type      | afstand | winnaar              | klassementsleider  |
| ------ | ------ | --------- | ------------ | --------- | ------- | -------------------- | ------------------ |
| 1e     | 28 mei | Stavanger | Egersund     | Heuvelrit | 168 km  | Cees Bol             | Cees Bol           |
| 2e     | 29 mei | Kvinesdal | Mandal       | Heuvelrit | 174 km  | Álvaro Hodeg         | Cees Bol           |
| 3e     | 30 mei | Lyngdal   | Kristiansand | Heuvelrit | 180 km  | Boasson Hagen        | Boasson Hagen      |
| 4e     | 31 mei | Arendal   | Sandefjord   | Heuvelrit | 224 km  | Edoardo Affini       | Boasson Hagen      |
| 5e     | 1 juni | Skien     | Drammen      | Heuvelrit | 159 km  | Alexander Kristoff   | Alexander Kristoff |
| 6e     | 2 juni | Gran      | Hønefoss     | Heuvelrit | 175 km  | Kristoffer Halvorsen | Alexander Kristoff |

## Eindklassementen
| Plaats      | Naam                 | Ploeg                  | Tijd      |
| ----------- | -------------------- | ---------------------- | --------- |
| Gouden trui | Alexander Kristoff   | UAE Team Emirates      | 25u19'58" |
| 2           | Kristoffer Halvorsen | Team INEOS             | + 3"      |
| 3           | Edvald Boasson Hagen | Team Dimension Data    | + 5"      |
| 4           | Edoardo Affini       | Mitchelton-Scott       | + 6"      |
| 5           | Cees Bol             | Team Sunweb            | + 7"      |
| 6           | Anders Skaarseth     | Uno-X Development      | + 15"     |
| 7           | Joris Nieuwenhuis    | Team Sunweb            | + 16"     |
| 8           | Daniel Turek         | Israel Cycling Academy | z.t.      |
| 9           | Sander Armée         | Lotto Soudal           | z.t.      |
| 10          | Carl Fredrik Hagen   | Lotto Soudal           | + 17"     |

| Plaats      | Naam                 | Ploeg                  | Punten |
| ----------- | -------------------- | ---------------------- | ------ |
| Blauwe trui | Alexander Kristoff   | UAE Team Emirates      | 77     |
| 2           | Kristoffer Halvorsen | Team INEOS             | 64     |
| 3           | Cees Bol             | Team Sunweb            | 56     |
|             |                      |                        |        |
| 5           | Tom Van Asbroeck     | Israel Cycling Academy | 42     |

| Plaats        | Naam            | Ploeg           | Punten |
| ------------- | --------------- | --------------- | ------ |
| Bolletjestrui | Elmar Reinders  | Roompot-Charles | 20     |
| 2             | Marc Hirschi    | Team Sunweb     | 19     |
| 3             | Bjorg Lambrecht | Lotto Soudal    | 16     |

| Plaats     | Naam                 | Ploeg            | Tijd      |
| ---------- | -------------------- | ---------------- | --------- |
| Witte trui | Kristoffer Halvorsen | Team INEOS       | 25u20'01" |
| 2          | Edoardo Affini       | Mitchelton-Scott | + 3"      |
| 3          | Joris Nieuwenhuis    | Team Sunweb      | + 13"     |
|            |                      |                  |           |
| 6          | Bjorg Lambrecht      | Lotto Soudal     | + 20"     |

## Klassementenverloop
| Etappe       | Winnaar              | Algemeen klassement · | Sprintklassement ·   | Bergklassement · | Jongerenklassement · | Ploegenklassement · |
| ------------ | -------------------- | --------------------- | -------------------- | ---------------- | -------------------- | ------------------- |
| 1            | Cees Bol             | Cees Bol              | Cees Bol             | Fridtjof Røinås  | Jacob Eriksson       | Lotto Soudal        |
| 2            | Álvaro Hodeg         | Cees Bol              | Kristoffer Halvorsen | Henrik Evensen   | Álvaro Hodeg         | Team Sunweb         |
| 3            | Edvald Hagen         | Edvald Hagen          | Alexander Kristoff   | Markus Hoelgaard | Joris Nieuwenhuis    | Team Sunweb         |
| 4            | Edoardo Affini       | Edvald Hagen          | Alexander Kristoff   | Markus Hoelgaard | Edoardo Affini       | Lotto Soudal        |
| 5            | Alexander Kristoff   | Alexander Kristoff    | Alexander Kristoff   | Elmar Reinders   | Edoardo Affini       | Lotto Soudal        |
| 6            | Kristoffer Halvorsen | Alexander Kristoff    | Alexander Kristoff   | Elmar Reinders   | Kristoffer Halvorsen | Lotto Soudal        |
| 0Eindstanden | 0Eindstanden         | Alexander Kristoff    | Alexander Kristoff   | Elmar Reinders   | Kristoffer Halvorsen | Lotto Soudal        |

Mannen:
2011 · 2012 · 2013 · 2014 · 2015 · 2016 · 2017 · 2018 · 2019 · 2020 ·2021 · 2022 · 2023 · 2024
Vrouwen:
2014 · 2015 · 2016 · 2017 · 2018 · 2019 · 2020 · 2021 · →